# 碘化钪
碘化钪，又称三碘化钪，是一种无机化合物，化学式为ScI3 ，是一种黄色粉末。它被归类为稀土元素碘化物。它与类似的化合物（如碘化铯）一起用于卤素灯，因为它们具有最大程度地释放紫外线并延长灯泡寿命的能力。它们可以将最大化的UV发射调整到可以启动光聚合物的范围。
碘化钪中钪的配位数为6，碘则为3，有着四面体型结构。碘化钪的晶体结构类似于三氯化铁（FeCl3）的六方结构。
制备碘化钪可以由单质钪和碘化合而成:
{\displaystyle {\ce {2 Sc + 3I2 -> 2 ScI3}}}
或是把六水合物 ScI3(H2O)6 脱水而成，但该方法效率较差。

## 扩展阅读
- Tomasz Mioduski, Cezary Gumiski, and Dewen Zeng "Rare Earth Metal Iodides and Bromides in Water and Aqueous Systems. Part 1. Iodides" Journal of Physical and Chemical Reference Data 2012, vol. 41, 013104-1 to  013104-63.  doi:10.1063/1.3682093